# 火山場

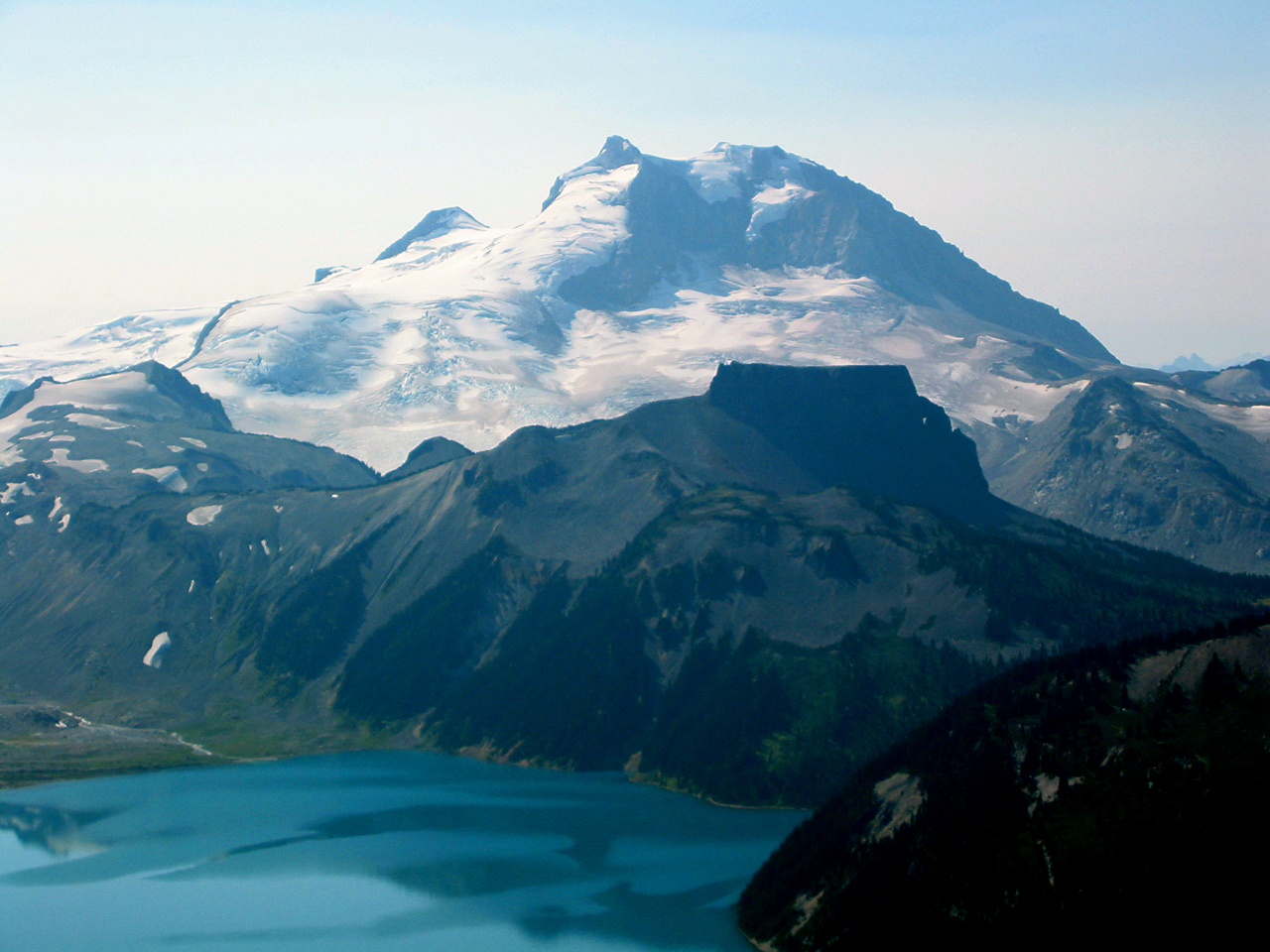
加拿大的Garibaldi火山場

火山場（英語：Volcanic field）是地壳中易于发生局部火山活动的区域。它们通常由10到100个火山（如火山渣錐）组成。熔岩流也可能发生。它们可能以一元火山场（monogenetic volcanic field）或多元火山场（polygenetic volcanic field）的形式出现。

土耳其的Karapınar火山場
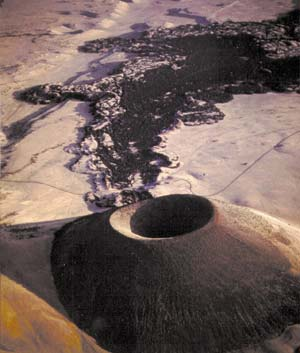
聖弗朗西斯科火山場
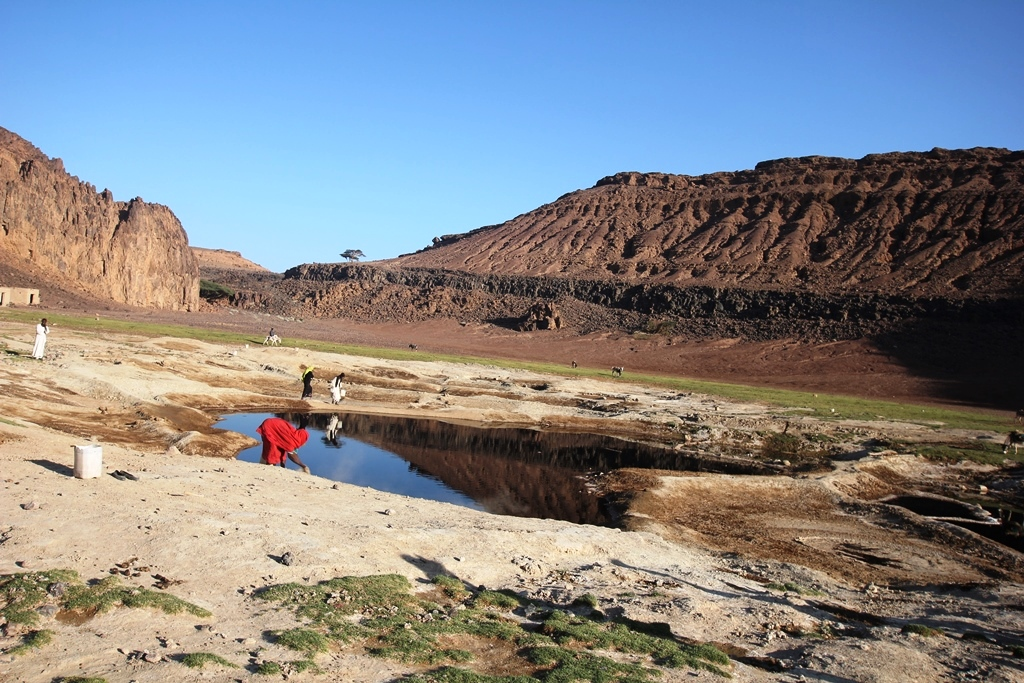
El Muweilih火山口的黏土富含天然碳酸鈉